# Abra Makabra: Sprawa Cala McDonalda
Abra Makabra: Sprawa Cala McDonalda (tytuł oryginalny: Criminal Macabre: A Cal McDonald Mystery) to amerykańska mini-seria komiksowa, której twórcami są Steve Niles (scenariusz) i Ben Templesmith (rysunki). Ukazała się po raz pierwszy w 2003 roku nakładem Dark Horse Comics. Po polsku wydała ją Mandragora w 2004 roku (wznowienie w albumie zbiorczym w 2006 roku).
Bohaterem serii jest Cal McDonald, były policjant, tropiący tzw. nieumarłych, czyli wampiry, strzygi, wilkołaki i inne potwory.